# Grup Escolar Torres Amat (Sallent)
El Grup Escolar Torres Amat és un edifici del municipi de Sallent (Bages) inclosa en l'Inventari del Patrimoni Arquitectònic de Catalunya.

## Descripció
L'edifici té forma d'U amb un cos central de dos pisos. El braç dret no s'acabà en el seu dia, ho ha estat recentment, sense seguir el model primitiu. A l'edifici s'hi accedeix per una escala doble situada en el cos central, i una altra en el braç esquer. En el dret se n'hi ha fet una de petita. L'edifici està sobre un sòcol que anivella el terreny fet de carreus de pedra tallada i encoixinada. El cos central i els angles sobresurten de la resta de l'edifici. Les parts ornamentals de timpàs, cornises són de pedra picada i els pilars de totxo, així com les golfes del cos central. L'entrada està presidida per un essent anonàrquic i una orla. Al vestíbul hi ha dues columnes protodòriques que sostenen el sostre i divideixen el vestíbul en dues parts.

## Història
La iniciativa de construcció del grup escolar fou d'una empresa elèctrica amb fins altruistes: "L'Elèctrica Sallentina S.A., que amb recursos propis i una subvenció de l'Estat de 98.000 ptes. Cobreixen el pressupost de 228.000 ptes, que costà la construcció. Només resta sense acabar l'ala dreta, que ha estat construïda els anys 70 amb diverses vicissituds.
Aquest grup escolar substituí l'antiga Escola Pública situada a l'actual rectoria nova.
El 1960 fou denominat Grup Escolar "Torres Amat" en record de Fèlix Torres Amat, fill de Sallent i bisbe d'Astorga.